# 梁孝肅
梁孝肅（?—1934）广东人，中国民主革命家，中华民国政治人物。

## 生平
梁孝肅早年入两广大学堂。1903年，梁孝肅和同学胡毅生因为倡言革命而被两广大学堂开除学籍。
中华民国成立后，梁孝肅于1912年任北京临时参议院议员。1912年，孫中山作《瓊州改設行省理由書》，由孫中山领衔签名，签名者包括：孫文、梁士詒、易廷熹、陳治安、梁孝肅、潘敬、陳發檀、吳棟周、徐傅霖、譚學夔、張伯楨、鍾毓桂、盧信、吳鐵城、馮拔俊、陳定平、陳振先、陳復、林格蘭、林瑞琪、司徒穎、陳啟輝、吳瀚澂、黃毅、楊永泰、張汝翹、林國光、韓禧豐、鄭憲武、金溥崇、黃有益、邢福基、劉元梓、祁耀川、馮裕芳、伍宗珏。
1929年冯自由曾在上海约陈少白、马君武、王秋渭、卢教安、梁孝肃、陆丹林等人到家里吃饭。席间，梁孝肃曾询问马君武、冯自由为何不参加邹鲁等人的西山会议派。